# Molecular Cancer Therapeutics
Molecular Cancer Therapeutics is een internationaal, aan collegiale toetsing onderworpen wetenschappelijk tijdschrift op het gebied van de oncologie. De naam wordt in literatuurverwijzingen meestal afgekort tot Mol. Canc. Therapeut. Het wordt uitgegeven door de American Association for Cancer Research en verschijnt maandelijks.